# Iaia Caputo
Iaia Caputo (Napoli, 1960) è una scrittrice, giornalista e traduttrice italiana.

## Biografia
Iaia Caputo è nata a Napoli. Giornalista, scrittrice e traduttrice, ha collaborato con La Repubblica, l'Unità, Il Diario, Il Mattino di Napoli e la Rai. Per dieci anni è stata redattrice delle riviste Marie Claire e Flair, per le quali si è occupata di libri. Vive a Milano, dove lavora come editor e insegnante di scrittura creativa.
Ha scritto i romanzi Dimmi ancora una parola (Guanda 2006); Era mia madre (Feltrinelli 2016), il memoir autobiografico Il gusto di una vita (Enrico Damiani Editore 2020) e La versione di Eva (Mondadori 2022). I suoi saggi includono Mai devi dire (Corbaccio 1995), Conversazioni di fine secolo (La Tartaruga 1995, insieme a Laura Lepri), Di cosa parlano le donne quando parlano d’amore (Corbaccio 2002), Le donne non invecchiano mai (Feltrinelli 2009) e Il silenzio degli uomini (Feltrinelli 2012). Ha tradotto dallo spagnolo gli autori Fernando Savater, Rosa Montero, Martinez de Pison e la graphic novel di Fernando Aramburu, Patria. I suoi libri sono stati tradotti in Spagna, Portogallo e Croazia.
Fin da giovane è stata fortemente coinvolta nella lotta per i diritti delle donne. Esperta di questioni di genere e diritti delle donne, ha collaborato con la Casa internazionale delle Donne e la fondazione Stop Violenza. Nei suoi libri ha trattato degli abusi sessuali in famiglia, del rapporto delle donne con il passare del tempo e della violenza maschile, tra le altre cose.
Nell'ottobre 2010, insieme a intellettuali, artiste, registe e donne di diverse generazioni, ha fondato l'associazione Di nuovo, il cui scopo è promuovere il dibattito sulle differenze sociali tra i generi. È una delle promotrici del movimento Se non ora, quando?, nato nel 2011 in risposta al trattamento sessista delle donne da parte della stampa italiana - soprattutto televisiva - nel pieno della polemica sugli scandali sessuali che coinvolsero l'allora Presidente del Consiglio Silvio Berlusconi.

## Opere

### Saggistica
- Mai devi dire, Corbaccio 1995
- Conversazioni di fine secolo, La tartaruga 1995 (insieme a Laura Lepri)
- Di cosa parlano le donne quando parlano d’amore, Corbaccio 2001
- Le donne non invecchiano mai, Feltrinelli 2009
- Il silenzio degli uomini, Feltrinelli 2012

### Narrativa
- Dimmi ancora una parola, Guanda 2006
- Era mia madre, Feltrinelli 2016
- Il gusto di una vita, Enrico Damiani Editore 2020
- La versione di Eva, Mondadori 2022